# Selección femenina de balonmano de la Unión Soviética
La selección femenina de balonmano de la Unión Soviética era el equipo nacional de balonmano femenino de la Unión Soviética.

## Participaciones

### Juegos Olímpicos
- 1976:
- 1980:
- 1988:

### Campeonato Mundial
- 1962: 6°
- 1973:
- 1975:
- 1978:
- 1982:
- 1986:
- 1990:

- Datos: Q3139255
- Multimedia: Soviet Union women's national handball team / Q3139255